# Теофил Иванов (археолог)
 Тази статия е за археолога.  За революционера вижте Теофил Иванов.  
Теофил Кръстев Иванов е български класически археолог, професор, откривател на римския град Абритус.

## Биография
Теофил Иванов е роден в София на 31 юли 1918 г. Завършва с отличие с класическа филология с археология в Софийския университет през 1942 г. През следващата година е държавен стипендиант във Виена, където защитава докторат по антична археология. От 1945 г. работи в Националния археологически институт с музей в София, а от 1974 г. е професор в ВИИИ „Николай Павлович“ и ВТУ „Св. св. Кирил и Методий“. От същата година е член-кореспондент на Археологическия институт във ФРГ, а от следващата 1975 г. – на Лондонското археологическо дружество и на Австрийския археологически институт.
В продължение на повече от двадесет археологически сезона (1953 – 1974) Теофил Иванов провежда първоначално спасителни, а след това редовни археологически разкопки на територията на крепостта Хисарлъка източно от Разград. Там той прави и най-значителното си научно откритие, локализирайки познатия само от писмените паметници римски кастел, а по-късно и ранновизантийски град Абритус. Теофил Иванов първи показва, че на същото място по-късно просъществува и ранносредновековен град по време на Първото българско царство.
Теофил Иванов умира през 1999 г.

## Научно творчество
Автор е на научните трудове:
- Римска мозайка от Улпия Ескус, БАН, 1954
- Абритус: Римски кастел и ранновизантийски град в Долна Мизия. Топография и укрепителна система на Абритус, БАН, 1980, 256 страници
- Никополис ад иструм, Академично издателство „Проф. Марин Дринов“, ISBN 954-430-043-0
- Сердика – Средец – София, Сборник статии, Военно издателство, ISBN 954-509-151-7
- Улпия Ескус – римски и ранновизантийски град, Археология и архитектура, Агато, ISBN 954-8761-32-7
- Кабиле : Том. 1., Българска академия на науките и Археологически институт и музей. 1982.